# Concierto para violonchelo (Elgar)

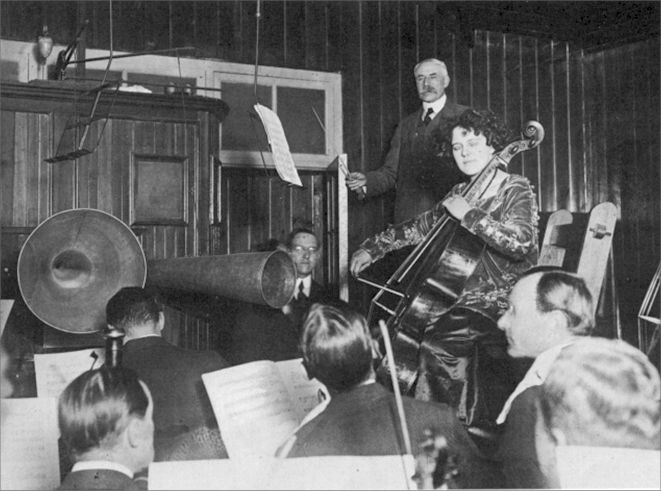
Edward Elgar junto a la violonchelista Beatrice Harrison durante una grabación de la pieza en noviembre de 1920.

El Concierto para violonchelo en mi menor, Op. 85 es una pieza concertante para violonchelo y orquesta escrita por Edward Elgar en 1919. La partitura está dedicada a Sir Sidney y Lady Frances Colvin, que eran amigos de los Elgar. Es una de sus obras más notables y constituye una piedra angular del repertorio para violonchelo.

## Historia

### Composición

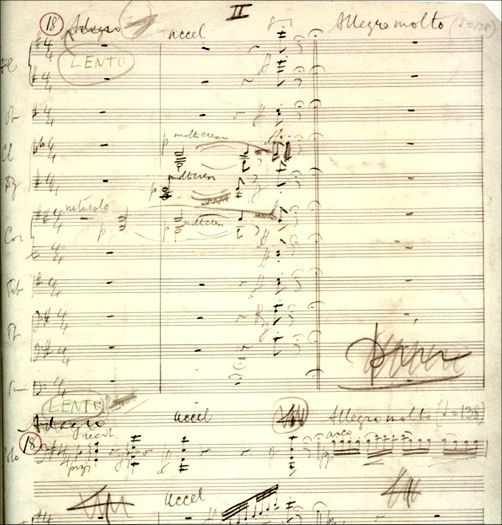
Fragmento del manuscrito de la apertura del segundo movimiento del Concierto para violonchelo.

La composición de la obra se desarrolló durante el verano de 1919 en "Brinkwells", una casa algo apartada que Elgar tenía situada cerca de Fittleworth en Sussex. Allí fue donde años anteriores se había escuchado el sonido de la artillería de la Primera Guerra Mundial a través del Canal de la Mancha. En 1918 el maestro británico se sometió a una operación en Londres para quitarse una amígdala infectada, una cirugía peligrosa para un hombre de 61 años. Luego de recuperar la conciencia tras la anestesia, pidió un lápiz y papel, y escribió la melodía que se convertiría en el primer tema del concierto. Él y su esposa pronto se retiraron a su casa de campo en un esfuerzo para recuperarse de sus problemas de salud. Durante 1918 Elgar compuso tres piezas, de cámara: La Sonata para violín en mi menor, Op. 82; el Cuarteto de cuerda en mi menor, Op. 83; y el Quinteto para piano en la mayor, Op. 84. La esposa del compositor se dio cuenta de que estas piezas ya eran considerablemente diferentes y filosóficamente haciendo referencia sobre la metamorfosis a sus composiciones anteriores. Luego del estreno de estas obras en la primavera de 1919, Elgar comenzó a darle forma a la idea de un concierto para violonchelo. Este concierto fue escrito tras la Primera Guerra Mundial, momento en que su música había pasado de moda para el público aficionado a conciertos. En contraste con su anterior Concierto para violín que es lírico y apasionado, el Concierto para violonchelo es contemplativo y elegíaco.

### Estreno
El estreno de la obra se celebró el 27 de octubre de 1919 en el Queen's Hall de Londres con la interpretación de Felix Salmond como solista al vioilonchelo acompañado por la Orquesta Sinfónica de Londres y dirigido por el compositor. Esta primera representación tuvo lugar durante el concierto inaugural de la temporada 1919-1920 de la Sinfónica de Londres. Además del concierto que dirigió el propio compositor, el resto del programa fue dirigido por Albert Coates, quien excedió el tiempo de sus ensayos a expensas del tiempo de Elgar. Su esposa Alice Elgar, escribió al respecto «Ese egoísmo brutal, maleducado, grosero... que la bestia de Coates siguió ensayando».

## Instrumentación
La partitura está escrita para un violonchelo solista y una orquesta formada por:
- Viento madera: 2 flautas (la segunda doblando al flautín), 2 oboes, 2 clarinetes en la, 2 fagotes.
- Viento metal: 4 trompas en fa, 2 trompetas en do, 3 trombones.
- Percusión: timbales.
- Cuerda: una sección de cuerdas con violines I y II, violas, violonchelos y contrabajos.

## Estructura y análisis
La obra consta de cuatro movimientos:
- I. Adagio – Moderato (aproximadamente 8:00)
- II. Lento – Allegro molto (aprox. 4:30)
- III. Adagio (aprox. 4:50)
- IV. Allegro – Moderato – Allegro, ma non troppo – Poco più lento – Adagio (aprox. 11:30)

La interpretación de la obra tiene una duración aproximada de entre 25 y 30 minutos.

### I.Adagio – Moderato
El primer movimiento, Adagio – Moderato, está escrito en forma ternaria con introducción. Comienza con un recitativo del violonchelo solista, inmediatamente seguido de una respuesta corta de los clarinetes, fagotes y trompas. A continuación, un ad libitum modifica la escala que el violonchelo está tocando. Entonces las violas tocan el tema central en Moderato, pasando luego al violonchelo solo, que lo repite. La sección de cuerdas toca el tema una tercera vez, y luego el violonchelo solo la reafirma el motivo principal, modificado, con un fortissimo. La orquesta repite, y el violonchelo solo presenta el motivo por última vez antes de pasar a una sección intermedia muy lírica en mi mayor. Ésta va cambiando hasta convertirse en una repetición muy similar a la primera sección. También omite el fortissimo del motivo modificado del violonchelo solo. El lento primer movimiento avanza inmediatamente al segundo movimiento.

### II.Lento – Allegro molto
El segundo movimiento, Lento – Allegro molto, comienza con un rápido crescendo de los acordes tocados con pizzicato por el violonchelo solista. A continuación, éste interpreta lo que será el motivo principal de la sección del allegro molto, seguido de una serie de acordes en pizzicato. Se interpreta una breve cadencia y sigue un motivo de semicorcheas y acordes. Luego un ritardando lleva directamente a una sección similar a un scherzo que permanece hasta el final.

### III.Adagio
El tercer movimiento, Adagio, empieza y termina con una melodía lírica, y uno de los motivos permanece durante el movimiento completo. El cierre conduce directamente al Finale, nuevamente sin pausa.

### IV.Allegro – Moderato – Allegro, ma non troppo – Poco più lento – Adagio
El cuarto y último movimiento, Allegro – Moderato – Allegro, ma non troppo – Poco più lento – Adagio, comienza con otro crescendo rápido y termina en fortissimo. El violonchelo solista sigue con otros recitativo y cadencia. El tema principal de este movimiento es noble y señorial, pero con matices y muchos cambios de tonalidad. Cerca del final de la obra, el tempo se ralentiza llegando a la sección Poco più lento, en la que una nueva serie de motivos aparece. El tempo desacelera aún más hasta que alcanza el tempo del tercer movimiento, y el motivo de éste se retoma. Este tempo continúa enlenteciéndose hasta que se estanca y la orquesta mantiene un acorde. A continuación, muy cerca del final de la obra, el recitativo del primer movimiento es tocado de nuevo. Esto desemboca en una reiteración del motivo principal del cuarto movimiento, con una gran tensión creada entre los últimos tres acordes, que finalizan la pieza.

## Recepción de la obra
El estreno no fue exitoso debido a que Elgar y los instrumentistas habían sido privados de un tiempo de ensayo adecuado. El compositor británico afirmó que no culpaba al solista, Felix Salmond, quien volvió a tocar con él posteriormente. A este respecto, dijo que si no hubiese sido por el trabajo diligente de Salmond preparando la obra, él se habría retirado del concierto por completo. En contraste con su Sinfonía n.º 1, la cual se representó más de cien veces alrededor del mundo tan solo un año después de su estreno, el Concierto para violonchelo no tuvo una segunda representación en Londres por más de un año.
El crítico musical de The Observer, Ernest Newman, escribió:

«Durante esta semana ha habido rumores de un ensayo inapropiado. Cualquiera sea la explicación, la triste verdad radica en que nunca, contra toda probabilidad, una orquesta tan maravillosa dio una muestra tan lamentable de sí misma. (...) La obra en sí es una cosa preciosa, muy simple (la embarazada simplicidad que ha llegado a la música de Elgar durante el último par de años) pero con una profunda sabiduría y belleza que subyace a su simplicidad.»
Ernest Newman, The Observer 1919.

La obra no obtuvo mayor popularidad hasta la década de 1960, cuando una grabación hecha por la violonchelista británica Jacqueline du Pré captó la atención del público y se convirtió en una de las grabaciones de música clásica más vendidas. Elgar llevó a cabo dos grabaciones con Beatrice Harrison como solista. Desde entonces, violonchelistas desde Pau Casals en adelante han tocado esta obra en conciertos públicos y estudios de grabación.

## Grabaciones
Elgar y Beatrice Harrison hicieron una grabación en 1920, usando el proceso de grabación acústico. La primera grabación completamente eléctrica (usando un micrófono de carbón solo) fue hecha en 1928, con Harrison, Elgar y la Orquesta Sinfónica de Londres. Una notable grabación posterior fue hecha por Jacqueline du Pré en 1965 bajo la dirección de Sir John Barbirolli y con la Orquesta Sinfónica de Londres, para el sello EMI. Durante un receso de la sesión de grabación, du Pré (quien en ese entonces contaba con solo 20 años) dejó el estudio, y al volver se encontró con una gran audiencia de músicos y críticos que habían escuchado que había una estrella trabajando. Se dice que al escuchar esta grabación, Mstislav Rostropóvich eliminó este concierto de su propio repertorio. La grabación de du Pré ha sido elogiada tanto por su pasión como por su técnica segura. El mismo Barbirolli tenía una relación con el concierto desde su nacimiento: él era uno de los violonchelos de la sección de cuerdas en el estreno de 1919, y había sido también solista en una representación anterior, con la Orquesta Municipal de Bournemouth, bajo la dirección de Sir Dan Godfrey. Algunas investigaciones establen que Barbirolli realizó la segunda representación del concierto, pero el solista original, Felix Salmond, dio la segunda representación del concierto, con el Hallé en Mánchester el 20 de marzo de 1920. Beatrice Harrison también tocó como solista antes que Barbirolli. Revisando la representación de Barbirolli de 1921, The Musical Times comentó «El señor Giovanni Barbirollo no estaba completamente a la altura de la música solista, pero su interpretación dio, incuestionablemente, una considerable cantidad de placer.»
La BBC Radio 3 en su programa Building a Library (Construyendo una biblioteca) ha presentado análisis comparativos de todas las versiones disponibles del concierto en tres ocasiones. The Penguin Guide to Recorded Classical Music (2008) tiene tres páginas de análisis del concierto. La única grabación que recibió la máxima recomendación tanto de BBC como de The Penguin Guide fue la de 1965 de Jacqueline du Pré con la Orquesta Sinfónica de Londres y Barbirolli. Otras grabaciones elogiadas por la BBC y The Penguin Guide son las de Beatrice Harrison (1928), Steven Isserlis (1988), Yo-Yo Ma (1985) y Truls Mork (1999).